# Аугустов
Аугустов (пољ. Augustów, раније познат на енглеском као Augustovo или Augustowo) град је у североисточној Пољској.
Налази се на реци Нети, између језера Нецко, Бело и Сјајно. Аугустов је око 1540. основао Бона Сфорца, а Магдебуршко право је 1557. доделио Жигмунд II Август, по коме је и добио име. Био је уређен на врло правилан начин, са пространом пијацом. Године 1569. постао је део Круне Краљевине Пољске. Аугустов је био краљевски град у Пољско-Литванској Заједници. 4. пољска национална коњичка бригада била је стационирана у Аугустову 1790. године.

## Индустрија
У граду постоји фабрика цигарета која припада Бритиш Американ Тобаку. Постоји и фабрика обуће. Од прехрамбене индустрије у граду постоји: млекара, фабрика минералне вода те прерада рибе.

## Комуникација
Град је важни саобраћајни центар посебно због близине литванске границе. Постоји и директна железничка веза: на југ са Соколком која води до Бјалистока, и даље до Варшаве, Лођа, Вроцлава и Кракова, а на север са Сувалкама и Сестокајом у Литванији.

## Демографија
| 1950. | 1960.  | 1970.  | 1980.  | 2000.  | 2012.  |
| ----- | ------ | ------ | ------ | ------ | ------ |
| 6.900 | 14.439 | 19.784 | 24.348 | 30.387 | 30.809 |

## Партнерски градови
- Порто Черезио
- Друшкининкај
- Тусула
- Шкларска Поремба
- Слоним
- Гродно
- Дембица
- Супрасл
- Rudky